# 幼稚園設置基準
幼稚園設置基準（ようちえんせっちきじゅん）は、学校教育法（昭和22年法律第26号）第3条の規定に基づき、幼稚園を設置するのに必要な最低の基準を定めた文部省（現在の文部科学省）の省令である。

## 構成
（趣旨）
第1条
（基準の向上）
第2条
（1学級の幼児数）
第3条
（一般的基準）
第7条
（園地、園舎及び運動場）
第8条
（施設及び設備等）
第9条
第10条
第11条
（他の施設及び設備の使用）
第12条
（保育所等との合同活動等に関する特例）
第13条
附則